# Saint-Paul Luxembourg
Groupe Saint-Paul Luxembourg és un grup de comunicació amb seu a Gasperich, en el del sud de la ciutat de Luxemburg. És l'empresa editora del diari Luxemburger Wort i la seva pàgina web de notícia wort.lu. A més, el grup té altres activitats i productes, entre d'altres, diaris i revistes (Luxemburger Wort, Télécran, Contacto, La Voix du Luxembourg), ràdio (Radio Latina). A més, el grup també té algunes impremtes (Myprint, Editions Saint-Paul, Reliure Sant-Paul) i les llibreries Libo.

## Directors generals
- 2003 - 2006: Charles Ruppert
- 2006 - 31 de juny de 2009: Léon Zeches
- 1 de juliol de 2009 - juliol de 2013: Paul Lenert
- 1 de setembre de 2013 - actualitat: Paul Peckels